# بابلو لوكاس
بابلو لوكاس (بالإسبانية: Pablo de Lucas) (20 سبتمبر 1986 إلش إسبانيا - ) هو لاعب كرة قدم إسباني يلعب كلاعب وسط.

## روابط خارجية
- بابلو لوكاس على موقع إي إس بي إن إف سي (الإنجليزية)
- بابلو لوكاس على موقع قاعدة بيانات كرة القدم.إي يو (الإنجليزية)
- بابلو لوكاس على موقع Soccerway.com (الإنجليزية)
- بابلو لوكاس على موقع عالم كرة القدم.نت (الإنجليزية)